# Батлер, Майло
Сэр Майло Боутон Батлер (англ. Sir Milo Boughton Butler; 11 августа 1906, Нассау, колония Багамские острова — 22 января 1979, Нассау, Багамские острова) — государственный деятель Багамских островов, генерал-губернатор (1973—1979).

## Биография
- 1937—1947, 1956—1966, 1967—1973 гг. — депутат Палаты собрания,
- 1967 г. — министр здравоохранения и социального обеспечения,
- 1968—1970 гг. — министр труда, сельского хозяйства и рыболовства,
- 1970—1972 гг. — министр сельского хозяйства и рыболовства,
- 1972—1973 гг. — министр без портфеля,
- 1973—1979 гг. — генерал-губернатор Багамских островов.

В 1975 г. королевой Елизаветой II был возведен в рыцарское достоинство.
До назначения в кабинет министров активно занимался бизнесом, возглавляя кампанию Milo B. Butler and Sons Limited. Также в течение 5 лет был членом Синода англиканской церкви.